# بواکاو بانچامک
بواکاو بانچامک (تایلندی: สมบัติ บัญชาเมฆ؛ زادهٔ ۸ مهٔ ۱۹۸۲) کیک‌بوکسینگ‌کار و موای تای‌کار و همچنین بازیکن سابق فوتبال اهل تایلند است. وی از سال ۱۹۹۰ میلادی تاکنون مشغول فعالیت بوده‌است.